# لي يونغ جي
لي يونغ جي (بالكورية: 이영지)‏ هي مغنية راب كورية جنوبية، ولدت يوم 10 سبتمبر 2002 في سول في كوريا الجنوبية.

## روابط خارجية
- Lee Young-ji على موقع ميوزك برينز (الإنجليزية)
- Lee Young-ji على موقع ديسكوغز (الإنجليزية)